# Peperomia nakaharae
Peperomia nakaharae là một loài thực vật có hoa trong họ Hồ tiêu. Loài này được Hayata miêu tả khoa học đầu tiên năm 1908.